# مرصد محمول جوا

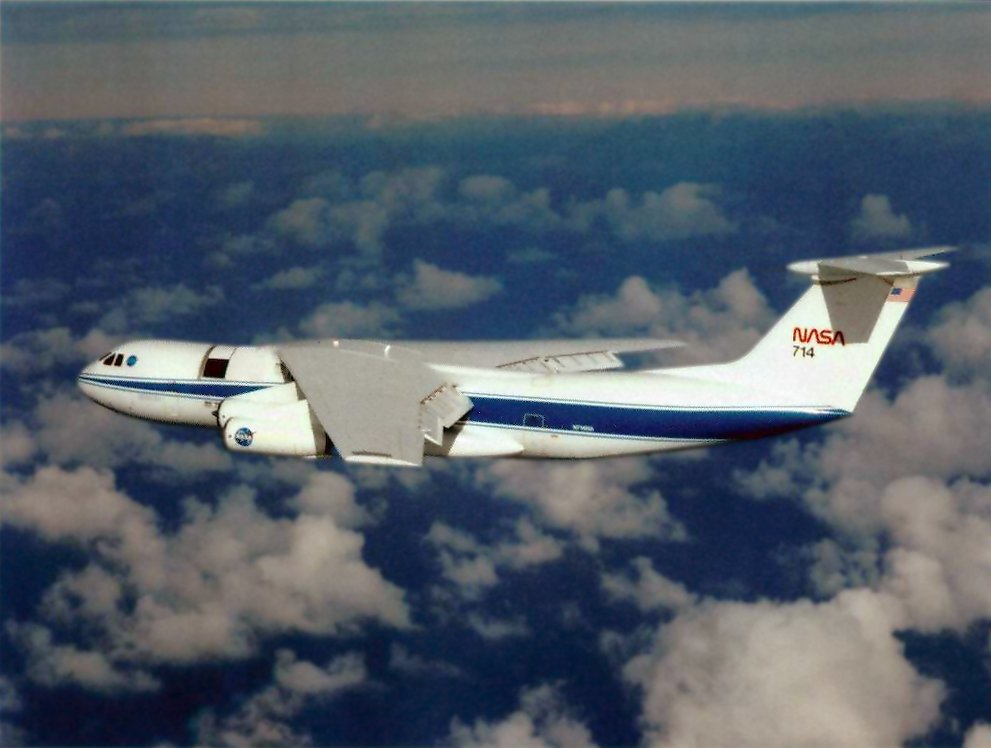
المرصد المحمول جوا كويبر (التلسكوب من خلال مستطيل أسود صغير قرب الأنف)

المرصد المحمول جوا هو في الأساس طائرة تم تكييفها خصيصا لنقل تلسكوب وغيره من المعدات المستخدمة لدراسة الفضاء.تطير الطائرة على ارتفاعات تصل إلى 48,000 قدم [14,630 م]، أو 9 أميال [14.5 كم]. من هذا الارتفاع فوق الأرض يرصد تلسكوب الطائرة الفضاء متجنبا التشتت الناتج عن بخار الماء ويتجنب الغطاء السحابي والتلوث ويجري عمليات رصد في طيف الأشعة تحت الحمراء فوق بخار الماء في الغلاف الجوي الذي يمتص الأشعة تحت الحمراء. ولهذا الأسلوب عيوب أهمها عدم استقرار منصة الرفع، والقيود المفروضة على وزن المعدات، والحاجة إلى استعادة العتاد بأمان بعد ذلك، والتكلفة مقارنة مع مرصد أرضي مماثل .ولقد استخدمت المقاريب المحمولة بالمنطاد (منطاد أبحاث) لمراقبة طبقة الستراتوسفير منذ أن تم إطلاق الستراتوسكوب (مقرابان فضائيان محمولة بواسطة منطاد أبحاث) الأول في عام 1957.